# Segunda División Profesional de Uruguay
La Segunda División Profesional de Uruguay (seconda divisione professionistica uruguaiana) è la seconda serie del campionato di calcio dell'Uruguay.
Dall'edizione 2008-2009 le è stata aggiunta la dicitura "Profesional" per distinguerla dalla Segunda División Amateur de Uruguay.
Nota anche come Primera B, è organizzata dall'Asociación Uruguaya de Fútbol e si disputa dal 1942.

## Composizione e calendario
La Segunda División è professionistica come la Primera e nella stagione 2014-2015 vi militano 15 squadre, in deroga al regolamento dell'AUF, che fissa a 14 il numero massimo di club iscrivibili a tale lega.
Dall'edizione 2010-2011 è stato abbandonato il sistema di Apertura e Clausura (vigente per la Primera División e per la stessa Segunda División Profesional fino alla stagione 2009-2010). Al suo posto è stato adottato un doppio girone all'italiana con partite di andata e di ritorno, che ha preso avvio a settembre e si è concluso in aprile. I play-off si sono disputati tra la fine di aprile e il mese di maggio.

## Promozioni
Sono previste tre promozioni dalla Segunda alla Primera División:
- due posti spettano alle prime due classificate;
- un terzo posto viene, invece, assegnato mediante dei play-off tra le squadre classificatesi dal terzo al sesto posto, con semifinali (la terza contro la sesta e la quarta contro la quinta) e una finale, tutte in partite di andata e ritorno.

## Retrocessioni
Essendo la Segunda División Profesional un torneo professionistico, mentre la Segunda División Amateur e le Ligas tornei amatoriali, la retrocessione dovrebbe comportare la trasformazione del club da professionistico ad amatoriale. Per tale motivo, le retrocessioni dalla seconda alla terza serie sono obbligatorie solo quando si superi il numero massimo di 14 squadre.
Per l'appunto, per la presente edizione 2014-2015 è prevista la retrocessione della squadra che risulterà ultima nella speciale classifica ricavata dividendo la somma dei punti ottenuti nelle ultime due stagioni disputate in Segunda División (o, se si tratta di squadre militanti nel 2013-2014, in prima o in terza serie, della sola stagione attuale) per il numero delle partite disputate.
Se la squadra retrocessa proverrà dal dipartimento di Montevideo, militerà nella prossima stagione nel campionato di Segunda División Amateur. Se, invece, proviene dall'Interior, sarà inserita nella competente liga regional.

## Promozioni dalla Segunda División Amateur e dalle Ligas regionali
Sul versante delle promozioni in Segunda División Profesional vigono regole simili. La squadra che vince il campionato di Segunda División Amateur ha diritto di essere promossa in quello di Segunda División Profesional della stagione seguente, purché rispetti i requisiti previsti per le società professionistiche; in caso contrario, il diritto passa alla seconda classificata e, se anche quest'ultima non rispetta detti requisiti, nessuna squadra di Segunda División Amateur viene promossa.

Un'altra promozione è riservata, a partire dalla stagione 2009-2010, alle squadre dell'Interior, sulla base di un torneo le cui regole saranno stabilite dall'OFI. Anche in questo caso, il club vincitore non potrà essere promosso se non dimostra il rispetto dei requisiti per trasformarsi in società professionistica.

## Squadre
Stagione 2020.
- Albion - Montevideo
- Atenas - San Carlos
- Central Español - Montevideo
- Cerrito - Montevideo
- Juventud - Las Piedras
- Racing Montevideo - Montevideo
- Rampla Juniors - Montevideo
- Rocha - Rocha
- Sud América - Montevideo
- Tacuarembó - Tacuarembó
- Villa Española - Montevideo
- Villa Teresa - Montevideo

## Albo d'oro
| Anno | Campione             |
| ---- | -------------------- |
| 1942 | Miramar Misiones     |
| 1943 | River Plate (M)      |
| 1944 | Rampla Juniors       |
| 1945 | Progreso             |
| 1946 | Cerro                |
| 1947 | Danubio              |
| 1948 | non completato       |
| 1949 | Bella Vista          |
| 1950 | Defensor             |
| 1951 | Sud América          |
| 1952 | Montevideo Wanderers |
| 1953 | Miramar Misiones     |
| 1954 | Sud América          |
| 1955 | Racing Montevideo    |
| 1956 | Fénix                |
| 1957 | Sud América          |
| 1958 | Racing Montevideo    |
| 1959 | Fénix                |
| 1960 | Danubio              |
| 1961 | Central              |
| 1962 | Montevideo Wanderers |
| 1963 | Sud América          |
| 1964 | Colón                |
| 1965 | Defensor             |
| 1966 | Liverpool (M)        |
| 1967 | River Plate (M)      |
| 1968 | Bella Vista          |
| 1969 | Huracán Buceo        |

| Anno | Campione             |
| ---- | -------------------- |
| 1970 | Danubio              |
| 1971 | Rentistas            |
| 1972 | Montevideo Wanderers |
| 1973 | Fénix                |
| 1974 | Racing Montevideo    |
| 1975 | Sud América          |
| 1976 | Bella Vista          |
| 1977 | Fénix                |
| 1978 | River Plate (M)      |
| 1979 | Progreso             |
| 1980 | Rampla Juniors       |
| 1981 | El Tanque Sisley     |
| 1982 | Colón                |
| 1983 | Central Español      |
| 1984 | River Plate (M)      |
| 1985 | Fénix                |
| 1986 | Miramar Misiones     |
| 1987 | Liverpool (M)        |
| 1988 | Rentistas            |
| 1989 | Racing Montevideo    |
| 1990 | El Tanque Sisley     |
| 1991 | River Plate (M)      |
| 1992 | Rampla Juniors       |
| 1993 | Basáñez              |
| 1994 | Sud América          |
| 1995 | Huracán Buceo        |
| 1996 | Rentistas            |
| 1997 | Bella Vista          |

| Anno      | Campione             |
| --------- | -------------------- |
| 1998      | Cerro                |
| 1999      | Juventud             |
| 2000      | Montevideo Wanderers |
| 2001      | Villa Española       |
| 2002      | Liverpool (M)        |
| 2003      | Cerrito              |
| 2004      | River Plate (M)      |
| 2005      | Bella Vista          |
| 2006      | Progreso             |
| 2006-2007 | Fénix                |
| 2007-2008 | Racing Montevideo    |
| 2008-2009 | Fénix                |
| 2009-2010 | El Tanque Sisley     |
| 2010-2011 | Rentistas            |
| 2011-2012 | Central Español      |
| 2012-2013 | Sud América          |
| 2013-2014 | Tacuarembó           |
| 2014-2015 | Liverpool (M)        |
| 2015-2016 | Rampla Juniors       |
| 2016      | El Tanque Sisley     |
| 2017      | Torque               |
| 2018      | Cerro Largo          |
| 2019      | Torque               |
| 2020      | Cerrito              |
| 2021      | Albion               |
| 2022      | Racing Montevideo    |
| 2023      | Miramar Misiones     |
| 2024      |                      |